# Mechanizm z manualnym naciągiem
Mechanizm z manualnym naciągiem – wykorzystywany w zegarkach mechanicznych. Główną cechą tego mechanizmu jest sposób absorbowania energii. Energia wytwarzana jest za pomocą sprężyny, bez wykorzystania źródła prądu. To ona jest odpowiedzialna za dostarczenie potrzebnej energii kinetycznej mechanizmowi zegarka. W odróżnieniu od automatycznych mechanizmów tu sprężyna jest naciągana ręcznie, za pomocą koronki. Jedną z cech charakterystycznych dla czasomierzy wykorzystywanych ten typ napędu jest powiększona koronka.